# Полинезийская мифология
Полинезийская мифология — совокупность религиозных и мифологических представлений народов Полинезии, которые характеризуются рядом общих черт, общими героями и т. п. В отличие от близких ей меланезийской и микронезийской мифологии, полинезийская мифология связана с устоявшимся пантеоном.

## Полинезийский пантеон
Почти все полинезийские культуры главой пантеона признают бога Тангароа (небесно-морской бог-осьминог) или Атуа (обожествленное небо).
Повелителем водной стихии выступает Икатере (внук Тангароа через Пунги).
Покровителем растений у полинезийцев является Ронго (брат Тангароа), покровителем птиц — Тане, покровителем радуги — Уэнуку, покровителем вулканов — Руаумоко (Пеле), покровителем грома — Тафириматеа, покровителем войны — Туматауэнга (Ку, Оро).
Некоторые боги, например, брат Тане Рехуа могут существовать в виде звезд.
Полинезийские боги дублируют друг друга в совершении таких действий, как отделение неба от земли, а также создание самой земли, людей, культуры. Преимущественно творец (демиург) — это бог морской стихии.

## Загробный мир
В подземном царстве мертвых По, где царствует хозяин (хозяйка) смерти Хине-нуи-те-по. Но души вождей и героев, по представлениям западных полинезийцев, отправляются в страну Пулоту (Болоту), а соответственно представлениям, которые властвуют в других частях Полинезии, возвращаются на острова. Загробный мир нередко именуется Аваики и является напоминанием о земле предков.

## Основной герой
Мауи — культурный герой, который учит людей различным ремеслам, приносит людям огонь (взяв его у своей бабушки Махуики), уничтожает чудовищ, изобретает разнообразные орудия и оружие, принимает участие в создании кокосовых орехов и собак. Мауи вступает в постоянные конфликты и соревнования с богами, пытаясь отнять у них часть сил и привилегий в пользу людей, а также показать собственное преимущество над ними. Подобно богам, Мауи наделен особой силой (мана). Он гибнет при попытке уничтожить богиню смерти и тем самым подарить людям бессмертие. В центральной Полинезии есть верование о Мауи как о благородном полубоге, действующем вместе с богами. Спутницей Мауи нередко служит Хина.

## Низшая мифология и птицеголовые
Низшая мифология представлена аиту — привидениями и душами умерших, которые могут быть либо вредоносными, либо благожелательными (для своих потомков). Также в мифологии полинезийцев есть представление о потусторонних птицеголовых людях Манаиа.